# Köinge by
Köinge by är kyrkby och den till ytan största byn i Köinge socken, Falkenbergs kommun. Inom byns gamla ägovidder ligger även de norra delarna av Björkasjö vilken ingår i Ätran-Himleåns kustområde.

## Historia
Laga skifte genomfördes 1857.

## Övrigt
Ett bokskogsområde norr om Björkasjö som tillhört gården Stommen i kyrkbyn ägs numera av Naturvårdsverket och bildar sedan 2003 naturreservatet Älmebjär. Detta område är dessutom efter regeringsbeslut 2000 ett Natura 2000-område.